# Arboretum du Treps
El Arboreto de la meseta de Treps (en francés: Arboretum du Treps también denominado como Arboretum du Plateau du Treps), es un arboreto de algo más de 1.8 hectáreas de extensión en Collobrières, Francia.
El pueblo de Collobrières está considerado como la "capital de la castaña." Una fábrica de castañas confitadas funciona desde hace décadas.
El "Festival de la castaña" se celebra los tres últimos domingos del mes de octubre de cada año y ofrece a sus visitantes un mercado de artesanía, carreras de caballos y espectáculos de todo tipo.

## Localización
La comuna de Collobrières está situada en la proximidad de la costa mediterránea, en el corazón del "Massif des Maures". El pueblo está rodeado de viñedos. Bosques profundos de castaños y alcornoques lo rodean.
En esencia, el macizo de los Maures son rocas muy antiguas formadas entre finales del Proterozoico y el Paleozoico tardío. Estas son rocas cristalofilianas y cristalinas.
El « massif des Maures » (macizo de las Maures) alberga la reserva natural nacional de « la Plaine des Maures » (llanura de las Maures).
Arboretum du Treps Forêt domaniale des Maures, Collobrières Département de Var, Provence-Alpes-Côte d'Azur, France-Francia.
Planos y vistas satelitales43°14′17″N 6°18′35″E / 43.23806, 6.30972
- Altitud 600 m s. n. m. en la meseta de Treps,
- Clima mediterráneo,
- Geología, gneiss migmatitico,
- Pluviometría media 690 mm/an,
- Temperaturas extremas de -14° a 38,7 °C. , nieva durante el invierno.

Está abierto a diario, la entrada es gratuita.

## Historia
El arboreto fue creado en 1975 por la « Office national des forêts » (ONF) y expandido a finales de la década de 1980.
El objetivo inicial era el de encontrar sustitutos al Pinus pinaster por razones  sanitarias.
Actualmente está dedicado como una plantación forestal experimental y a la conservación de la flora de la zona, y alberga especímenes tanto locales como exóticos incluyendo especies amenazadas. 
La « Office national des forêts » (ONF), administra la "Forêt domaniale des Maures" y el arboreto. 
En la proximidad se encuentra la « La Plaine des Maures » (La llanura de las Maures)
que está clasificada como reserva natural nacional por el decreto n° 2009-754 de 23 de junio de 20097. Esta es la primera reserva del departamento de Var.
El perímetro de la reserva natural nacional se ha inscrito igualmente en la red Natura 2000 compuesto del SIC « la Plaine et le Massif des Maures » y de la ZPS « Plaine des Maures ».

## Colecciones
La cubierta vegetal de la zona es muy notable por su variedad (las especies vegetales herbáceas son distintas bajo el castaño, que bajo los alcornoques), en zonas rocosas, etc. y el número de especies raras y especies protegidas son más de treinta.
El arboreto en sí mismo en 2010 albergaba unos 48 taxones (efectivos de origen : 108) con 74 procedencias.
Entre los taxones Pinus coulteri, Callitris oblonga entre otros.

Proximidades
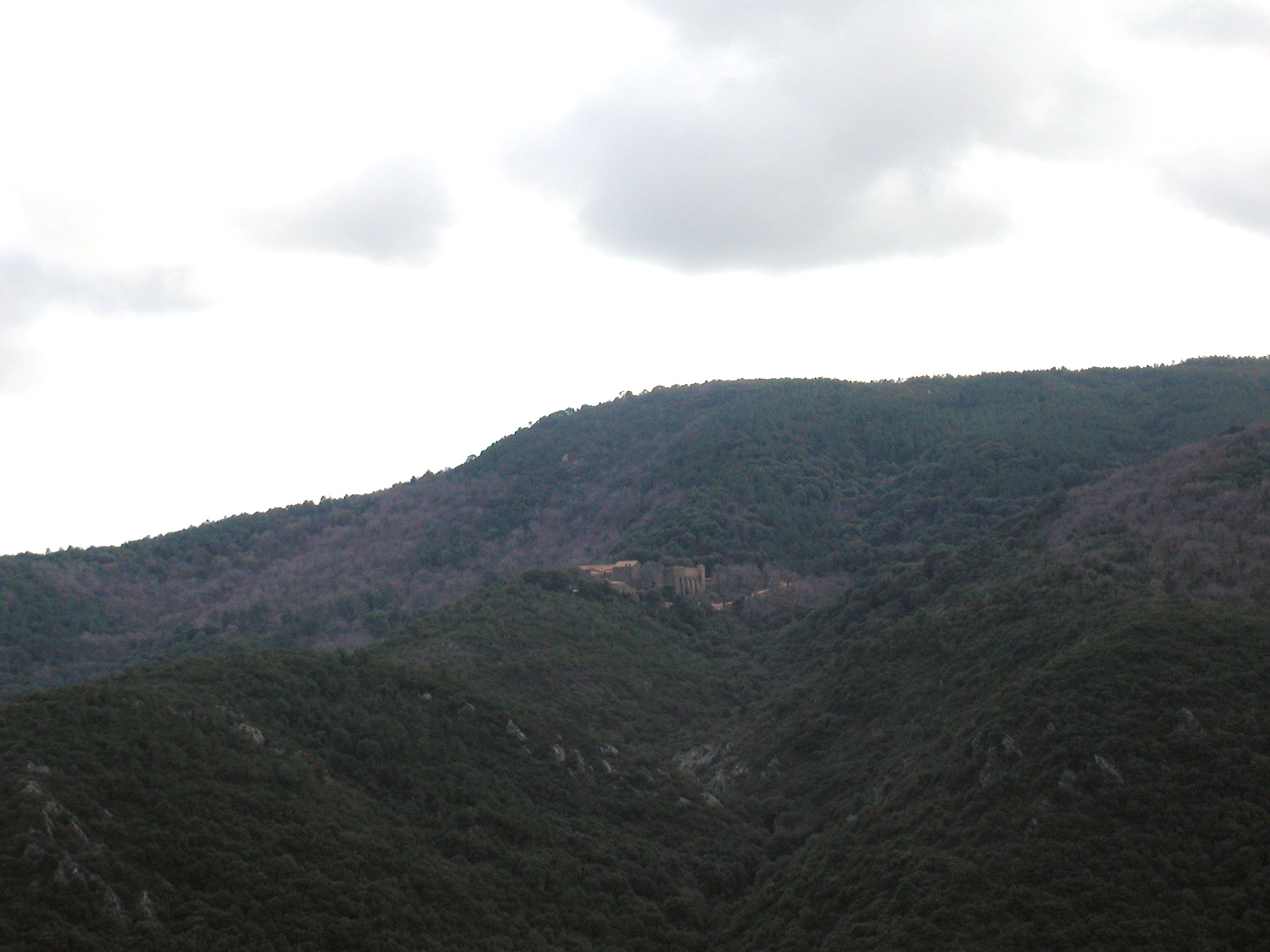
La "Chartreuse-de-la-Verne" situada aledaña.
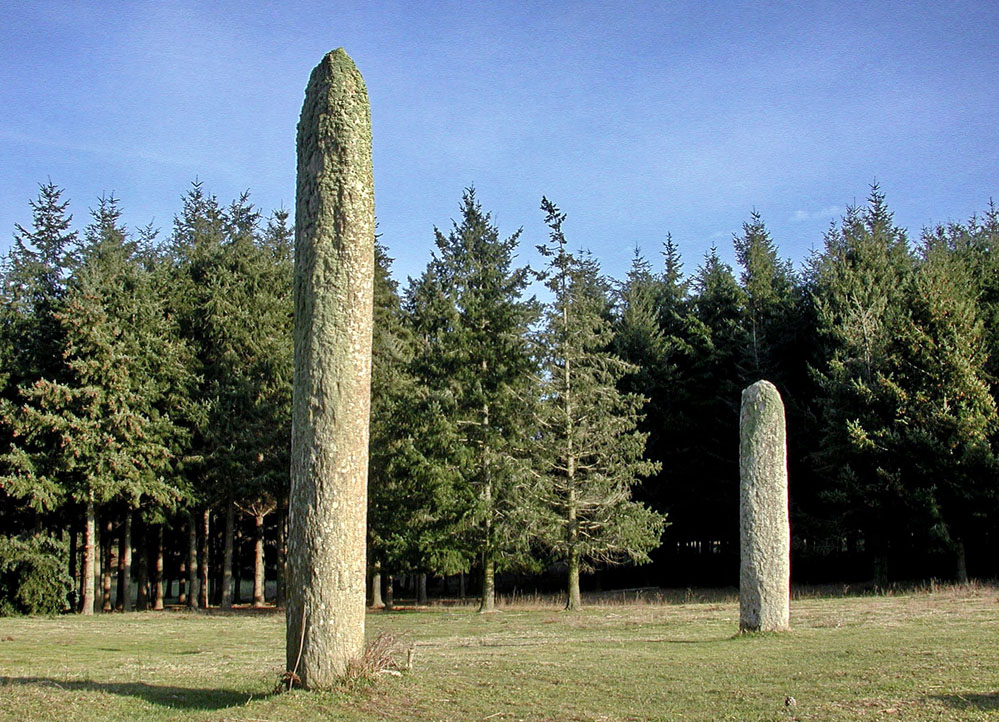
Menhires de Ferme Lambert.
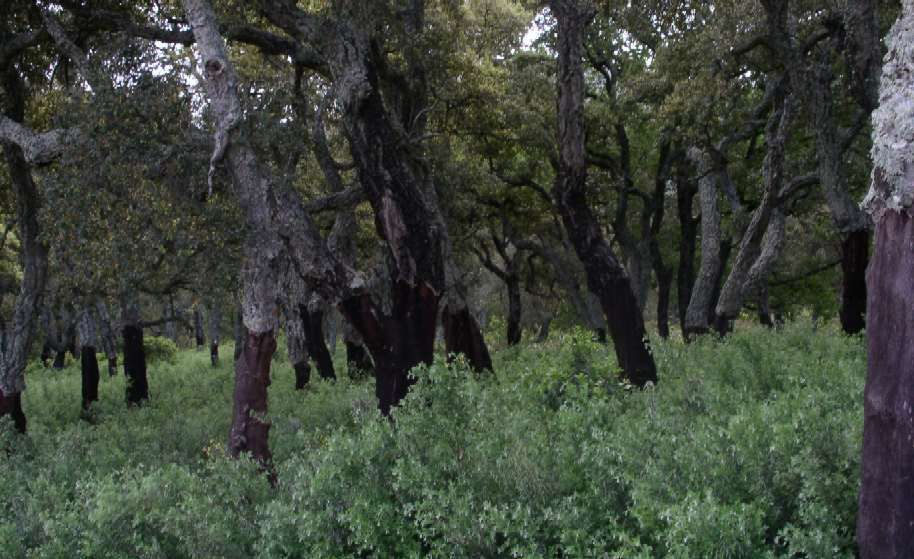
Quercus suber